# Уобонси (округ)
Уобо́нси (англ. Wabaunsee County; стандартное обозначение WB) — округ в штате Канзас, США. Официально образован в 1859 году. По состоянию на 2010 год, численность населения составляла 7053 человека.

## География
По данным Бюро переписи США, общая площадь округа равняется 2072,002 км2, из которых 2056,462 км2 суша и 13,727 км2 или 7,000 % это водоёмы.

## Население
По данным переписи населения 2000 года в округе проживает 6885 жителей в составе 2633 домашних хозяйств и 1958 семей. Плотность населения составляет 3,00 человека на км2. На территории округа насчитывается 3033 жилых строений, при плотности застройки около 1,00-го строения на км2. Расовый состав населения: белые — 97,24 %, афроамериканцы — 0,46 %, коренные американцы (индейцы) — 0,49 %, азиаты — 0,15 %, гавайцы — 0,06 %, представители других рас — 0,60 %, представители двух или более рас — 1,00 %. Испаноязычные составляли 1,86 % населения независимо от расы.
В составе 33,50 % из общего числа домашних хозяйств проживают дети в возрасте до 18 лет, 64,30 % домашних хозяйств представляют собой супружеские пары проживающие вместе, 6,30 % домашних хозяйств представляют собой одиноких женщин без супруга, 25,60 % домашних хозяйств не имеют отношения к семьям, 23,00 % домашних хозяйств состоят из одного человека, 10,80 % домашних хозяйств состоят из престарелых (65 лет и старше), проживающих в одиночестве. Средний размер домашнего хозяйства составляет 2,57 человека, и средний размер семьи 3,01 человека.
Возрастной состав округа: 26,70 % моложе 18 лет, 6,20 % от 18 до 24, 26,70 % от 25 до 44, 24,80 % от 45 до 64 и 24,80 % от 65 и старше. Средний возраст жителя округа 40 лет. На каждые 100 женщин приходится 102,50 мужчин. На каждые 100 женщин старше 18 лет приходится 101,30 мужчин.
Средний доход на домохозяйство в округе составлял 41 710 USD, на семью — 47 500 USD. Среднестатистический заработок мужчины был 31 629 USD против 23 148 USD для женщины. Доход на душу населения составлял 17 704 USD. Около 5,80 % семей и 7,30 % общего населения находились ниже черты бедности, в том числе — 8,40 % молодёжи (тех, кому ещё не исполнилось 18 лет) и 7,90 % тех, кому было уже больше 65 лет.